# Michelle Chen
Michelle Chen Yanxi, née le 31 mai 1983 à Taipei, est une actrice et chanteuse taïwanaise. Elle joue dans divers films tels que You Are the Apple of My Eye, Hear Me, ou Badges of Fury.